# Alcek
Alcek (aussi connu sous les noms Alzeco, Alcek, Aldigar, Altsek, Altzek, Alzec, Altsikurs) est un chef bulgare au VIIe siècle.

## Biographie

### Origines
Selon le chroniqueur byzantin Théophane le Confesseur, Alcek serait le dernier fils du khan Koubrat parvenu à l'âge adulte.

### Un chef de guerre

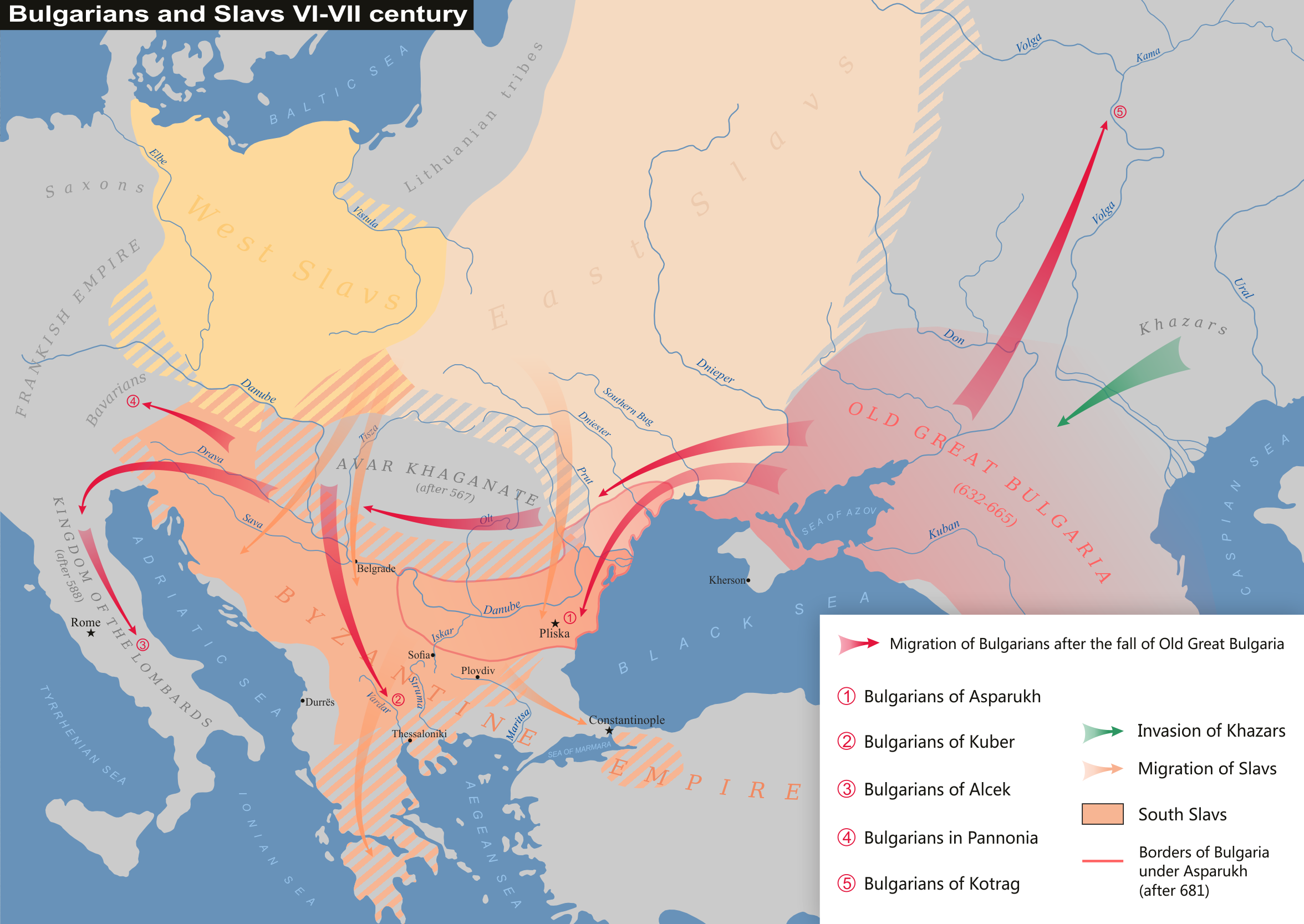
Migration des Bulgares au VIIe siècle

Le chroniqueur Théophane le Confesseur indique qu'après l'effondrement de la Grande Bulgarie, Alcek
dirige une partie des Bulgares vers l'ouest. Ils s'installent dans le sud du Royaume lombard, dans le Duché de Bénévent, et fondent les villages de Gallo Matese, Sepino, Bojano et Isernia.

### Décès

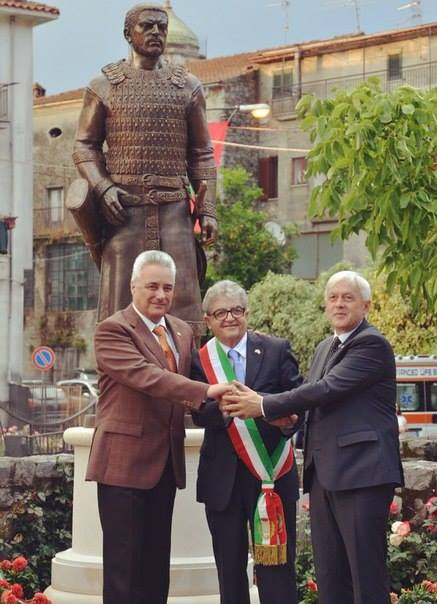
Inauguration du monument à la mémoire d'Alcek à Celle di Bulgheria (Italie)

La date, le lieu et les circonstances du décès d'Alcek ne sont pas connus.